# Metz (motorfiets)
Metz is een historisch Nederlands merk van gemotoriseerde fietsen. 
Metz was een Amsterdams bedrijf dat in de jaren twintig gemotoriseerde rijwielen en mogelijk één complete motorfiets produceerde. 
Er is ook een Amerikaans motorfietsmerk met deze naam geweest (zie hiervoor Marsh-Metz).